# Grevillea subtiliflora
Grevillea subtiliflora är en tvåhjärtbladig växtart som beskrevs av Mcgill.. Grevillea subtiliflora ingår i släktet Grevillea och familjen Proteaceae. Inga underarter finns listade i Catalogue of Life.